# Grki
Grki ali Heleni (grško Έλληνες, Éllines) so etnična skupina in narod, ki izvira iz Grčije, Cipra, južne Albanije, Anatolije, delov Italije in Egipta ter v manjšem obsegu drugih okoliških držav v vzhodnem Sredozemlju in ob Črnem morju. Oblikujejo tudi pomembno diasporo (omogenia), s številnimi grškimi skupnostmi, ustanovljenimi po vsem svetu.
Grške kolonije in skupnosti so bile že v bronasti dobi ustanovljene na obalah Sredozemskega in Črnega morja, vendar je bilo grško ljudstvo vedno osredotočeno na Egejsko in Jonsko morje, kjer se grški jezik govori že od bronaste dobe. Do začetka 20. stoletja so bili Grki naseljeni med grškim polotokom, zahodno obalo Male Azije, obalo Črnega morja, Kapadokijo v osrednji Anatoliji, Egiptom, Balkanom, Ciprom in Konstantinoplom. Mnoge omenjene regije so v veliki meri sovpadale z mejami Bizantinskega cesarstva poznega 11. stoletja in vzhodnosredozemskimi območji starogrške kolonizacije. Kulturna središča Grkov so bila v različnih obdobjih zlasti Atene, Solun, Aleksandrija, Smirna in Konstantinopel. 
V zadnjem času živi  večina etničnih Grkov znotraj meja sodobne grške države ali na Cipru. Grški genocid in izmenjava prebivalstva med Grčijo in Turčijo sta skoraj končala tri tisočletja staro grško prisotnost v Mali Aziji. Druge dolgoletne grške populacije je mogoče najti od južne Italije do Kavkaza in južne Rusije in Ukrajine ter v skupnostih grške diaspore v številnih drugih državah. Danes večina Grkov uradno pripada Grški pravoslavni cerkvi.
Grki so močno vplivali in prispevali h kulturi, vizualni umetnosti, raziskovanju, gledališču, literaturi, filozofiji, etiki, politiki, arhitekturi, glasbi, matematiki, medicini, znanosti, tehnologiji, trgovini, kulinariki in športu. Grški jezik je najstarejši pisni jezik, ki je še vedno v rabi. Njegovo besedišče je bilo osnova mnogih jezikov, pa tudi mednarodne znanstvene nomenklature. Grščina je bila od 4. stoletja pr. n. št. daleč najbolj razširjena lingua franca v sredozemskem svetu in tudi Nova zaveza krščanske Biblije je bila prvotno napisana v grščini.

## Zgodovina
Grki govorijo grški jezik, ki tvori edinstveno helensko  vejo znotraj indoevropskih jezikovne družine.

### Izvor
Pra-Grki so na ozemlje, ki se danes imenuje Grčija, prišli verjetno ob koncu 3. tisočletja pr. n. št. med letoma 2200 in 1900 pr. n. št. Zaporedje selitev na grško celino v 2. tisočletju pr. n. št. je mogoče rekonstruirati na podlagi starogrških narečij, vendar to ni povsem zanesljivo. Obstajali sta vsaj dve selitvi. V prvi so bili Jonci in Ahajci, ki so ustvarili mikensko Grčijo  do 16. stoletja pr. n. št. V drugi so bili Dorci okoli 11. stoletja pr. n. št., ki so izpodrinili narečja iz mikenskega obdobja. Obe selitvi sta se zgodili v kritičnih obdobjih: mikenska na prehodu v pozno bronasto dobo in dorska ob propadu bronaste dobe. 

### Mikenci
Okoli leta 1600 pr. n. št. so si mikenski Grki od minojske civilizacije izposodili njen zlogovni sistem pisanja (linearna pisava A) in razvili lastno zlogovno pisavo, znano kot  linearna pisava B, v kateri so prvi in najstarejši pisni dokazi o grškem jeziku. Mikenci so hitro prodrli na Egejsko morje in do 15. stoletja pr. n. št. dosegli Rodos, Kreto, Ciper in obale iz Male Azije.
Okoli leta 1200 pr. n. št. so se na grško ozemlje iz Epira priselili grško govoreči Dorci. Starejše zgodovinske raziskave so pogosto trdile, da je dorska selitev povzročila propad mikenske civilizacije. Vse sodobne raziskave so to trditev ovrgle, Dorci pa so bili verjetno eno od ljudstev, v zgodovinopisju znanih kot "ljudstva morja",  ki okoli leta 1180 pr. n. št. opustošila vzhodno Sredozemlje. Selitvi Dorcev je sledilo  slabo potrjeno obdobje selitev, imenovano grška temna doba, okoli leta 800 pr. n. št. pa sta že že prepoznavni arhaična in klasična Grčija.
Grki klasične antike so svoje mikenske prednike in mikensko obdobje idealizirali kot veličastno dobo junakov, naklonjenosti bogov in materialnega bogastva. Homerjeva epa Iliada in Odiseja sta bila na splošno sprejeta kot del realne grške preteklosti in šele v času evhemerizma so začeli učenjaki dvomiti v Homerjevo zgodovinskost. Del preživele mikenske dediščine so imena bogov in boginj mikenske Grčije, med njimi Zevsa, Pozejdona in Hada, ki so postali glavne figure olimpijskega panteona poznejše antike.

### Klasična doba
Etnogeneza grškega naroda je povezana z razvojem panhelenizma v 8. stoletju pr. n. št. Po mnenju nekaterih znanstvenikov so bile temeljni dogodek olimpijske igre leta 776 pr. n. št., ko je bila zamisel o helenizmu med grškimi plemeni prvič prevedena v skupno kulturno izkušnjo. Helenizem je bil  predvsem stvar skupne kulture. Dela Homerja (Iliada in Odiseja) in Hezioda (Teogonija), napisana v 8. stoletju pr. n. št., so postala osnova nacionalne vere, etosa, zgodovine in mitologije. V tem obdobju je bilo ustanovljeno Apolonovo preročišče v Delfih.
Klasično obdobje grške civilizacije zajema čas od zgodnjega 5. stoletja pr. n. št. do smrti Aleksandra Velikega leta 323 pr. n. št. Nekateri avtorji to obdobje raje delijo na "klasično obdobje" od konca grško-perzijskih vojn do konca peloponeške vojne in "četrto stoletje" do Aleksandrove smrti. Tako se imenuje, ker je postavilo merila, po katerih so ocenjevali grško civilizacijo v kasnejših obdobjih. Klasično obdobje je opisano tudi kot "zlata doba" grške civilizacije. Umetnost, filozofija, arhitektura in književnost klasičnega obdobja so bile ključnega pomena pri oblikovanju in razvoju zahodne kulture. 
Grki klasične dobe so razumeli, da pripadajo skupnemu helenskemu genosu, vendar je bila na prvem mestu zvestoba svojemu mestu. V vojskovanju z drugimi grškimi mestnimi državami, pogosto brutalnemu, niso videli nobenega neskladja s helenizmom. Peloponeška vojna, obsežna državljanska vojna med dvema najmočnejšima grškima mestnima državama, Atenami in Šparto ter njunimi zavezniki, je obe državi močno oslabila.
Večina sprtih grških mestnih držav je bila po mnenju nekaterih zgodovinarjev na silo združena pod zastavo vsehelenskih idealov Filipa II. Makedonskega  in Aleksandra Velikega. Drugi poznavalci se na splošno raje odločajo za razlago, da je bilo makedonsko osvajanje "osvajanje zaradi osvajanja" ali vsaj osvajanje zaradi bogatenja, slave in moči. Slednji na "ideale" gledajo kot na koristno propagando, usmerjeno proti mestnim državam.
Kakorkoli že, Aleksanderovo strmoglavljenje Ahemenidskega imperija po njegovih zmagah v bitkah pri Graniku, Isu in Gavgameli ter njegovemu napredovanju do današnjega Pakistana in Tadžikistana je zagotovilo pomembno izhodišče za širjenje grške kulture preko ustanavljanja kolonij in trgovskih postaj ob trgovskih poteh. Četudi Aleksandrov imperij ni nedotaknjen preživel smrti svojega ustvarjalca, so se kulturne posledice širjenja helenizma po večjem delu Bližnjega vzhoda in Azije izkazale za dolgo živeče, saj je grščina postala lingua franca in ta položaj ohranila celo v rimskih časih. Številni Grki so se naselili v helenističnih mestih, kot so Aleksandrija, Antiohija in Selevkija.

### Helenistična doba
Helenistična doba je bila naslednje obdobje grške zgodovine, katere začetke se običajno umešča v obdobje Aleksandrove smrti. Ime je dobila po delni helenizaciji mnogih ne-grških kultur vse do Indije in Baktrije, ki sta več stoletij ohranjali grško kulturo in vladarje. Konec helenistične dobe se običajno umešča v obdobje rimske osvojitve Egipta leta 30 pr. n. št., čeprav so indo-grška kraljestva trajala še nekaj desetletij. 
V tem obdobju se je začela selitev Grkov proti velikim mestom v kraljestvih diadohov in mestne države so začele izgubljati svoj pomen.  Grki so se še naprej zavedali svoje preteklosti, predvsem s preučevanjem del Homerja in klasičnih avtorjev. Pomemben dejavnik pri ohranjanju grške identitete je bil stik z barbarskimi (negrškimi) ljudstvi, ki se je v novem kozmopolitskem okolju večetničnih helenističnih kraljestev poglobil.  To je med Grki povzročilo močno željo, da bi se njihova oblast prenesla na naslednjo generacijo Grkov. Za helenistično obdobje na splošno velja, da so v tem času grška znanost, tehnologija in matematika dosegle svoj vrhunec.
V indo-grškem in grško-baktrijskem kraljestvu se je razširila grška različica budizma. Grški misijonarji so imeli pomembno vlogo pri njegovem širjenju na Kitajsko. Dlje proti vzhodu so Grki iz Aleksandrije med Kitajci postali znani kot Dajuan ali Tajuan.

### Rimsko cesarstvo
Med letoma 168 pr. n. št. in 30 pr. n. št. je ves grški svet osvojila Rimska republika in skoraj  vsi grško govoreči ljudje po svetu so postali  državljani ali podložniki Rimskega cesarstva. Rimljani so kljub svoji vojaški premoči občudovali dosežke grške kulture in ostali pod njenim močnim vplivom. Od tod tudi znamenita Horacijeva izjava: "Graecia capta ferum victorem cepit" (Grčija, čeprav zajeta, je ujela svojega divjega osvajalca). V stoletjih po rimski osvojitvi grškega sveta sta se grška in rimska kultura zlili v enovito grško-rimsko kulturo. 
Na verskem področju je bilo to obdobje globokih sprememb. Zgodila se je duhovna revolucija, ki je zaznamovala opuščanje stare grške vere. Njen zaton, ki se je začel v 3. stoletju pr. n. št., se je nadaljeval pod vplivom novih verstev z vzhoda, ki so v grški svet prinesli kulte božanstev, kot sta Izida in Mitra. Grško govoreče skupnosti heleniziranega Vzhoda so bile ključnega pomena za širjenje zgodnjega krščanstva v 2. in 3. stoletju. Zgodnji krščanski voditelji in pisci, predvsem sveti Pavel, so bili na splošno grško govoreči, čeprav nobeden ni bil iz Grčije. Grčija sama se je oklepala poganstva in ni bila eno od vplivnih središč zgodnjega krščanstva. Nekateri starogrški verski običaji so ostali v modi do konca 4. stoletja. V nekaterih delih Grčije, na primer na  jugovzhodni Peloponezu, so se poganski običaji ohranili vse do bizantinskega srednjega veka v 10. stoletju n. št. Pokrajina Cakonija je ostala poganska do 9. stoletja. Bizantinci so njene prebivalce imenovali Heleni, kar je v prenesenem smislu pomenilo, da so bili pogani.
V Rimskem imperiju so še vedno obstajale etnične razlike, ki so z uvedbo krščanstva kot orodja za spodbujanje trdne rimske nacionalne identitete, postale drugotnega pomena. Od zgodnjih stoletij našega štetja so se  Grki opredeljevali za Rimljane (grško Ῥωμαῖοι, Rhōmaîoi). Naziv Heleni postal sopomenka za pogane, vendar je bil kot etnonim oživljen v 11. stoletju.

### Srednji vek
Večino srednjega veka so se bizantinski Grki identificirali kot Rimljani (grško Rhōmaîoi, Romeji), se pravi državljani Rimskega imperija. Naziv Romeji je kasneje postal sopomenka za krščanske Grke.
Uporabljal se je tudi polatinjen izraz Grekoí (Γραικοί, Grki), vendar je bila njegova raba manj pogosta in pred četrto križarsko vojno leta 1204 ni obstajala v uradni bizantinski politični korespondenci. Naziv Vzhodno rimsko cesarstvo, danes bolj znano kot Bizantinsko cesarstvo, se v njegovem času ni uporabljal. Grška kultura je ponovno postala vse bolj vplivna od 7. stoletja, ko se je cesar Heraklij (vladal  610–641) odločil, da grščina postane uradni jezik cesarstva. Katoliška cerkev je več stoletij priznavala zahtevo vzhodnega cesarstva po rimskem nasledstvu, potem ko je papež Leon III. 25. decembra 800 okronal frankovskega kralja Karla Velikega za "rimskega cesarja", pa se je na zahodu sčasoma izoblikovalo frankovsko Sveto rimsko cesarstvo. Zahod je začel favorizirati Franke in začel Vzhodno rimsko cesarstvo označevati z Grško cesarstvo (Imperium Graecorum). Latinski izraz Heleni se je sprva uporabljal nevtralno, od 9. stoletja dalje pa so ga zahodnjaki uporabljali, da bi izpodbijali bizantinske zahteve po starorimski dediščini. Izraz Helen je postal ponižujoč eksonim za Bizantince. Uporabljali so ga večinoma v kontekstih, povezanih z Zahodom, kot so na primer besedila v zvezi s Firenškim koncilom, da bi predstavil zahodno stališče. Za večino  germanskih in slovanskih ljudstev je naziv Romeji pomenil Grke.
Bistvene vrednote bizantinskih Grkov so temeljile na krščanstvu in homerskem  izročilu stare Grčije.
Izrazito istovetenje z Grki se je ponovno pojavilo v 11. stoletju v krogih izobražencev in postalo še močnejše po padcu Konstantinopla v roke križarjev v četrti križarski vojni leta 1204. V Nikejskem cesarstvu je majhen krog elite za označevanje samega sebe uporabljal izraz "Helen". Nikejski cesar Ivan III. Dukas Vatac (vladal 1221–1254) je na primer v pismu papežu Gregorju IX. trdil, da je svoje kraljestvo nasledil od Konstantina Velikega, poudaril svoj "helenski" izvor ter povzdigoval modrost grškega ljudstva. Ko so leta 1261 Bizantinci ponovno osvojili Konstantinopel, je ponovno začel prevlaovati izraz Romeji. Za Heleni (Έλληνας) je ostalo zelo malo sledov, na primer s spisih Georgija Gemista Pletona, ki je zapustil krščanstvo in v čigar spisih je kulminiralo zanimanje za klasično preteklost. Predstavo Grkov o samih sebi je ne glede na to izoblikovala kombinacija pravoslavnega krščanstva s specifično grško identiteto. V letih somraka Bizantinskega cesarstva so vidne bizantinske osebnosti predlagale, da bi bizantinskega cesarja imenovali "cesar Helenov". Ti večinoma retorični izrazi helenske identitete so bili omejeni na intelektualne kroge, vendar so jih nadaljevali bizantinski intelektualci, ki so sodelovali v italijanski renesansi.
Zanimanje za klasično grško dediščino, dopolnjeno s poudarkom na grški pravoslavni identiteti, se je v poznem srednjem veku in osmanskem obdobju okrepilo s povezavami Grkov s prav tako pravoslavnimi kristjani v Ruskem imperiju. Vezi so se še dodatno okrepile po padcu Trabzonskega cesarstva leta 1461, po katerem je do druge rusko-turške vojne 1828–1829 več sto tisoč pontskih Grkov zbežalo ali se izselilo iz Pontskih Alp in armenskega višavja v južno Rusijo in ruski Južni Kavkaz.
Ti bizantinski Grki so bili v veliki meri zaslužni za ohranitev književnosti klasične dobe. Bizantinski slovničarji so bili tisti, ki so bili glavni zaslužni za prenos starogrških slovničnih in literarnih študij na Zahod v 15. stoletju, kar je dalo velik zagon italijanski renesansi. Aristotelova filozofska tradicija je bila v grškem svetu skoraj neprekinjena dva tisoč let vse do padca Konstantinopla leta 1453.
Bizantinski Grki so bili zaslužni za  širjenje pismenosti in krščanstva med slovanskimi ljudstvi. Najbolj opazen prispevek k temu sta dala bizantinska grška brata, meniha sveta Ciril in Metod iz Soluna, ki jima danes pripisujemo formalizacijo prve slovanske abecede.

### Osmansko cesarstvo
Po padcu Konstantinopla v osmanske roke 29. maja 1453 so številni Grki iskali boljše možnosti zaposlitve in izobraževanja in odšli na zahod, zlasti v Italijo, srednjo Evropo, Nemčijo in Rusijo. Grki so bili zelo zaslužni za evropsko kulturno revolucijo, kasneje imenovano renesansa. Na ozemlju, naseljenim z Grki, so začeli igrati vodilno vlogo tudi v Osmanskem cesarstvu, deloma zaradi dejstva, da je bilo politično, kulturno in družbeno središče imperija v zahodni Trakiji in grški Makedoniji in seveda nekdanji bizantinski prestolnici Konstantinopel, naseljeni večinoma z Grki. Kot grško govoreči so začeli igrati izjemno pomembno vlogo v osmanskem trgovskem in diplomatskem okolju, pa tudi v Cerkvi. Razen tega so v prvi polovici osmanskega obdobja moški grškega porekla sestavljali znaten del osmanske vojske, mornarice in državne birokracije. Kot mladostniki so bili zlasti skupaj z Albanci in Srbi prek devširme (krvni davek) vključeni v osmanske službe. Številne Osmane grškega, albanskega ali srbskega porekla je bilo zato mogoče najti v osmanski vojski in upravah provinc od Egipta do Jemna in Alžirije. Pogosto so bili celo guvernerji provinc.  
Za tiste, ki so ostali v miletskem sistemu Osmanskega cesarstva, je bila vera odločilna značilnost narodnih skupin (milletler), zato so Osmani eksonim "Grki" (turško Rumlar iz prejšnjega Rhomaioi) uporabljali za vse člane pravoslavne cerkve, ne glede na njihov jezik ali etnično poreklo. Za Grke so se sami šteli samo grško govoreči sultanovi podložniki in izobraženci, ki so se imeli za take. Veliko Grkov se je želelo izogniti drugorazrednemu statusu kristjanov, neločljivo povezanim z osmanskim miletskim sistemom,  v katerem so imeli muslimani višji položaj in privilegije, je bodisi emigriralo, večinoma v pravoslavno Rusko carstvo, ali pa se je preprosto spreobrnilo v islam. Grki, ki so bili rekrutirani prek devširme, so se morali spreobrniti v isdlam v okviru sistema. Veliko takih je bilo mogoče najti na Kreti (Kretski Turki), v Makedoniji (na primer med Valahadi v zahodni Makedoniji) in med pontskimi Grki v pontskih Alpah in armenskem višavju. Več osmanskih sultanov in princev je bilo tudi delno grškega porekla. Njihove matere so bile sultanove priležnice ali princese iz bizantinskih plemiških družin. Eden od  takšnih sultanov je bil Selim I. Surovi (vladal  1517–1520), čigar mati Gülbahar hatun je bila pontska Grkinja.
Korenine grškega uspeha v Osmanskem cesarstvu je mogoče najti v grški tradiciji izobraževanja in trgovanja. Bogastvo obsežnega trgovskega razreda je zagotovilo materialno osnovo za intelektualno oživitev in nazadnje do izbruha grške vojne za neodvisnost leta 1821. Ni naključje, da so bila na predvečer leta 1821 tri najpomembnejša središča grškega učenja ravno tri glavna trgovska središča: otok Hios, Smirna (zdaj Smirni) in Aivali (zdaj Ayvalık). Grškemu uspehu je pripomogla tudi grška prevlada v vodstvu Vzhodne pravoslavne Cerkve. 

### Moderna doba
Gibanje grškega razsvetljenstva, kot se je imenovalo, je prispevalo ne le k spodbujanju izobraževanja, kulture in tiska med Grki, ampak tudi k obnovi izraza "Helen". Adamantios Korais, verjetno najpomembnejši intelektualec gibanja, je zagovarjal uporabo naziva "Helen" (Έλληνας, Ellenas) ali "Grk" (Γραικός, Graikós) namesto naziva Romiós, ki je imel po njegovem mnenju negativen prizvok. 
Povezava  grške identitete z grško pravoslavno vero se je nadaljevalo tudi po ustanovitvi moderne grške nacionalne države leta 1830. V skladu z drugim členom prve grške ustave iz leta 1822 je bil kot Grk opredeljen vsak kristjan, ki je prebival v Kraljevini Grčiji. Klavzula  je bila leta 1840umaknjena. Stoletje pozneje, ko je bil leta 1923 med Grčijo in Turčijo podpisan Lozanski sporazum, sta se državi dogovorili, da bosta za namene izmenjave prebivalstva uporabili vero kot determinanto etnične identitete. Do podpisa sporazuma se je večina Grkov že razselila (več kot milijon od skupaj 1,5 milijona) ali bila pregnana. Grški genocid, zlasti nasilna odstranitev Pontskih Grkov z južnega obalnega območja Črnega morja, sočasen z neuspelim grškim maloazijskim pohodom, je bil del procesa poturčevanja Osmanskega cesarstva in postavitve gospodarstva in trgovine, ki je bila takrat večinoma v grških rokah, pod nadzor etničnih Turkov.

## Opredelitev
Izrazi, ki so se uporabljali za opredelitev grštva, so se skozi zgodovino spreminjali, vendar niso bili nikoli omejeni ali popolnoma povezani z bivanjem v grški državi. Herodot je napisal znamenito besedilo o tem, kaj je v njegovem času definiralo grško (helensko) etnično identiteto in naštel: 
- skupno poreklo (ὅμαιμον – homaimon, "iste krvi")[136]
- skupen jezik (ὁμόγλωσσον – homoglōsson, "govorjejnje istega jezika")[137]
- skupna svetišča in žrtvovanja (θεῶν ἱδρύματά τε κοινὰ καὶ θυσίαι – theōn hidrumata te koina kai thusiai)[138]
- skupni običaji  (ἤθεα ὁμότροπα – ēthea homotropa, "podobne navade")[139][140][141]

Po zahodnih standardih se izraz Grki tradicionalno nanaša na vse materne govorce grškega jezika, bodisi mikenske, bizantinske ali sodobne.Bizantinski Grki so sebe imenovali Romaioi (Rimljani), Graikoi (Grki) in Christianoi (kristjani), ker so bili politični nasledniki Rimskega cesarstva, imeli grške prednike in sledili naukom apostolom v Novi zavezi. V srednjem do poznem bizantinskem obdobju (11.–13. stoletje) se je vse več bizantinskih grških intelektualcev imelo za Helene, čeprav je za večino grško govorečih  Bizantincev izraz "Helen" še vedno pomenil "pogan". Na predvečer padca Konstantinopla je zadnji cesar pozval svoje vojake, naj se spomnijo, da so potomci Grkov in Rimljanov.
Pred ustanovitvijo moderne grške nacionalne države so predstavniki grškega razsvetljenstva poudarjali povezavo med starimi in sodobnimi Grki, zlasti Rigas Feraios. V svoji "Politični ustavi" imenuje svoj narod "ljudstvo, potomec Grkov". Sodobna grška država je nastala leta 1829, ko so Grki izpod Osmanskega cesarstva osvobodili Peloponez, del svoje zgodovinske domovine. Za prenos idej zahodnega romantičnega nacionalizma in helenizma sta bila ključna velika grška diaspora in trgovski razred.
Sodobni Grki kot narod so opredeljeni z  grško kulturo in grškim maternim jezikom, ne pa z državljanstvom, raso in veroizpovedjo ali tem, da so podaniki katere koli določene države.

### Imena
Grki in grško govoreči so zase kot celoto uporabljali različna imena. Izraz Ahajci (Ἀχαιοί) je eno od imen za Grke v Homerjevi Iliadi in Odiseji. Homerski "dolgolasi Ahajci" so bili del mikenske kulture, ki je prevladovala v Grčiji od približno 1600 pr. n. št. do 1100 pr. n. št. Druga običajna imena so Danajci (Δαναοί) in Argejci (Ἀργεῖοι), medtem ko se Panheleni (Πανέλληνες) in Heleni (Ἕλληνες) v Iliadi pojavljajo samo enkrat. Vsi ti izrazi so bili uporabljeni kot sinonimi za označevanje skupne grške identitete. V zgodovinskem obdobju je Herodot identificiral Ahajce s severnega Peloponeza kot potomce zgodnejših, homerskih Ahajcev.
Homer omenja Helene kot razmeroma majhno pleme, naseljeno v tesalski Ftiji, ki se je borilo pod Ahilovim poveljstvom. Paroška kronika pravi, da je bila Ftija domovina Helenov in da so to ime dali tistim, ki so se prej imenovali Grki (Γραικοί). V grški mitologiji je bil Helen, patriarh Helenov, ki so vladali okoli Ftije, sin Pire in Devkaliona, edinih preživelih v velikem potopu. Grški filozof Aristotel opisuje starodavno Helado kot pokrajino v Epiru med Dodono in reko Aheloj, lokacijo velikega potopa. Deželo so zasedli Seloji in "Grki", ki so kasneje postali znani kot "Heleni".  V homerski tradiciji so bili Seloji svečeniki dodonskega Zevsa.
V Heziodovem katalogu žensk je Grk predstavljen kot sin Zevsa in Devkalionove hčerke Pandore, sestre Helena, patriarha Helenov. Po Parski kroniki so se v času, ko je Devkalion postal kralj Ftije, Grki (Γραικοί) imenovali Heleni. Aristotel v svoji Meteorologiki ugotavlja, da so bili Heleni povezani z Grki.

### Kontiniuteta
Najbolj očitna povezava med sodobnimi in starimi Grki je njihov jezik, ki ima dokumentirano tradicijo vsaj od 14. stoletja pr. n. št. do danes, čeprav s prekinitvijo v grškem temnem srednjem veku, iz katerega ni pisnih zapisov (11.–8. stoletje pr. n. št.). V tem obdobju je bila v rabi ciprska pisava. Kontinuiteta jezika je primerljiva samo s kitajščino.
Helenizem je bil od svojega nastanka predvsem stvar skupne kulture in nacionalna kontinuiteta grškega sveta, veliko bolj gotova kot njegova demografija. V poznih letih Bizantinskega cesarstva so helenski preporod v jeziku, filozofiji in literaturi  doživela tudi druga območja, kot sta Jonija in Konstantinopel. Preporod je močno spodbudil občutek kulturne povezanosti s staro Grčijo in njeno klasično dediščino. Grki so skozi svojo zgodovino ohranili svoj jezik in pisavo, nekatere vrednote in kulturne tradicije, običaje, občutek verske in kulturne razlike in izključenosti,  kljub nespornim družbeno-političnim spremembam v zadnjih dveh tisočletjih. V nedavnih antropoloških študijah so bili analizirani tako starogrški kot sodobni grški osteološki vzorci, ki dokazujejo neposredno genetsko povezavo med starimi in sodobnimi Grki.

### Demografija
Danes so Grki večinska etnična skupina v Helenski republiki, kjer predstavljajo 93 % prebivalstva države, in Republiki Ciper, kjer predstavljajo 78 % prebivalstva otoka (brez turških naseljencev v zasedenem severnem delu otoka). Grško prebivalstvo tradicionalno ni kazalo visokih stopenj rasti. Velik odstotek rasti po ustanovitvi Grčije leta 1832 se pripisuje aneksiji novih ozemelj in pritoku 1,5 milijona grških beguncev po izmenjavi prebivalstva leta 1923 med Grčijo in Turčijo. Približno 80 % grškega prebivalstva je urbanega, 28 % pa jih je skoncentriranih v Atenah.
Grki s Cipra imajo podobno zgodovino izseljevanja, običajno v angleško govoreči svet zaradi okupacije otoka s strani britanskega imperija. Valovi izseljevanja so sledili turški invaziji na Ciper leta 1974. Število prebivalstva od sredine leta 1974 do leta 1977 se je zmanjšalo tudi zaradi vojnih izgub in začasnega zmanjšanja rodnosti. Danes je več kot dve tretjini grškega prebivalstva na Cipru urbanega.
Okoli leta 1990 je število etničnih Grkov v Albaniji po večini zahodnih ocen znašala približno 200.000. V 90. letih se je večina teh Grkov preselila v Grčijo. Grška manjšina v Turčiji, ki je po zamenjavi leta 1923 štela več kot 200.000 ljudi, se je po carigrajskem pogromu leta 1955 in drugem nasilju in diskriminaciji, ki jo je sponzorirala država, zdaj zmanjšala na nekaj tisoč. S tem se je dejansko končala, čeprav ne v celoti, tri tisoč let stara prisotnost helenizma v Mali Aziji. Manjše grške manjšine so tudi v drugih  balkanskih državah, Levantu in črnomorskih državah.

### Diaspora
Skupno število Grkov, ki danes živijo izven Grčije in Cipra, je sporno. Podatki, ki so na voljo iz popisov prebivalstva, kažejo, da tam živi okoli tri milijone Grkov. Ocene Svetovnega sveta Helenov navajajo približno 7 milijonov Grkov po vsem svetu.  Po mnenju Georgea Prevelakisa z univerze Sorbona je številka malo pod pet milijonov. Na samoidentifikacijo grške diaspore (omogenia) vplivajo integracija, mešane zakonske zveze in izguba grškega jezika. Pomembna središča Grkov so New York, Melbourne, London in Toronto. Leta 2010 je grški parlament uvedel zakon, ki je članom diaspore dovoljeval glasovanje na grških volitvah. Zakon je bil v začetku leta 2014 razveljavljen.

#### Antična disapora
V starem veku so trgovske in kolonizatorske dejavnosti grških plemen in mestnih držav razširile grško kulturo, vero in jezik po Sredozemlju in Črnem morju, zlasti na Siciliji in v južni Italiji (Magna Graecia), Španiji, južni Franciji in črnomorski obali. Pod Aleksandrom Velikim in v državah naslednicah njegovega cesarstva so se na Bližnjem vzhodu (Selevkidi), v Indiji in Egiptu (Ptolemajci) uveljavili grški vladajoči razredi. Za helenistično obdobje je značilen nov val grške kolonizacije, ki je ustanovil grška mesta in kraljestva v Aziji (Dajuan) in Afriki (Kirena). Pod Rimskim cesarstvom je lažje gibanje ljudi razširilo Grke po cesarstvu in grščina je na vzhodnih ozemljih namesto latinščine postala lingua franca. Sodobna skupnost Grikov v južni Italiji, ki šteje okoli 60.000 ljudi, bi lahko predstavljala živi ostanek starogrškega prebivalstva Italije. 

#### Sodobna diaspora
Med grško vojno za neodvisnost in po njej so bili Grki iz diaspore pomemben dejavnik pri vzpostavljanju novonastale države, zbiranju sredstev in ozaveščanju Grkov v tujini.  Grške trgovske družine so že imele stike v drugih državah. Med nemiri so se mnoge ružine  naselile okoli Sredozemlja, zlasti v Marseilleu v Franciji, Livornu v Italiji, Aleksandriji v Egiptu, Rusiji (Odesa in Sankt Peterburg) in Britaniji (London in Liverpool), od koder so trgovale, običajno s tekstilom in žitom. Družine so s seboj pogosto prinesle šole v grškem jeziku in grško pravoslavno cerkev. Ko so se trgovske družine ustalile in uveljavile, so nekatere razširile svoje dejavnosti in začele financirati lokalne grške skupnosti. Izstopali so predvsem bratje  Ralli in Vagliano. Z gospodarskim uspehom se je diaspora razširila še po Levantu, Severni Afriki, Indiji in ZDA.
V 20. stoletju je veliko Grkov zapustilo svoje tradicionalne domovine zaradi ekonomskih razlogov. Krize, zlasti tista po drugi svetovni vojni, grški državljanski vojni (1946–1949) in turški invaziji na Ciper leta 1974, so  povzročile velike migracije Grkov iz Grčije in Cipra v ZDA, Veliko Britanijo, Avstralijo, Kanado, Nemčijo in Južno Afriko.
Medtem ko so uradni podatki še vedno skromni, ankete in nezanesljivi dokazi kažejo na ponovno grško izseljevanje zaradi grške finančne krize. Po podatkih, ki jih je leta 2011 objavil nemški zvezni statistični urad, se je v Nemčijo izselilo 23.800 Grkov, kar je znatno več kot v prejšnjih letih.  Za primerjavo, leta 2009 se je v Nemčijo izselilo približno 9.000 Grkov, leta 2010 pa 12.000.

## Kultura
Grška kultura se je razvijala več tisoč let. Začela se je z mikensko dobo, in nadaljevala s klasično, helenistično, rimsko in bizantinsko dobo. Nanjo je močno vplivalo krščanstvo. Osmanski Grki so več stoletij prestajali stiske, ki so kulminirale z genocidom v 20. stoletju. Ponovno oživitev grške kulture in sintezo antičnih in srednjeveških elementov, značilnih za sedanjost, se pripisuje sodobnemu grškemu razsvetljenstvu (diafotismos).

### Jezik
Večina Grkov govori grški jezik, ki spada v neodvisno vejo indoevropskih jezikov. Njegovi najbližji sorodniki so verjetno armenski ali indoiranski jeziki. Jezik ima najdaljšo dokumentirano zgodovino med vsemi živimi jeziki, grška književost pa več kot 2500 let dolgo neprekinjeno zgodovino. Najstarejši napisi v grščini, datirani v leto 1450 pr. n. št., so pisani v linearni pisavi B. Po grškem temnem srednjem veku, iz katerega ni nobenih zapisov, se je grška abeceda ponovno pojavila v 9.–8. stoletju pr. n. št. Nastala je iz feničanske abecede in sama postala matična abeceda latinice, cirilice in več drugih abeced. Najzgodnejša grška knjižna dela so homerski epi, različno datirani od 8. do 6. stoletja pr. n. št. Pomembna znanstvena in matematična dela vključujejo Evklidove Elemente, Ptolemajev Almagest in druga. Nova zaveza je bila izvirno napisana v grščini koine.
Grščina ima več jezikovnih značilnosti, ki si jih deli z drugimi balkanskimi jeziki, kot so albanščina, bolgarščina in vzhodni romanski jeziki.  Privzela je veliko tujk, predvsem zahodnoevropskega in turškega izvora. Zaradi gibanj filhelenizma in diafotizma v 19. stoletju, ki sta poudarjala starodavno dediščino sodobnih Grkov, so bili ti tuji vplivi izključeni iz uradne rabe. S čiščenjem jezika (Καθαρεύουσα, katharevusa, dobesedno čiščemje jezika) je kot uradni jezik grške države nastala nekoliko umetna oblika grščine katarevuza. Leta 1976 je grški parlament izglasoval, da uradni jezik postane govorjena dimotika, zaradi česar je katarevuza zastarela.
Sodobna grščina ima poleg standardne nove grščine ali dimotike veliko različnih narečij z različnimi stopnjami medsebojne razumljivosti, vključno s ciprskim, pontskim, kapadoškim, griko in cakonskim narečjem, edinim ohranjenim predstavnikom stare dorske grščine. Jevanščina je jezik Romaniotov, ki je preživel v majhnih skupnostih v Grčiji, New Yorku in Izraelu. Poleg grščine so številni grški državljani v Grčiji in diaspori dvojezični in govorijo tudi angleško, albansko, aromunsko, romunsko, makedonsko, rusko in turško.

### Vera
Večina Grkov je kristjanov, pripadnikov Grške pravoslavne cerkve. V prvih stoletjih našega štetja je bila Nova zaveza prvotno napisana v grščini koine, ki je še vedno liturgični jezik Grške pravoslavne cerkve. Večina zgodnjih kristjanov in cerkvenih očetov je govorila grško. Obstajajo tudi majhne skupine etničnih Grkov, ki so  rimokatoliki, grkokatoliki, grkoevangeličani in binkoštniki. Med njimi so tudi skupine romaniotskih n sefardskih Judov in muslimanov. Približno 2000 Grkov je članov kongregacij grškega politeističnega rekonstrukcionizma.
Grško govoreči muslimani živijo večinoma zunaj Grčije. V Libanonu in Siriji obstajajo krščanske in muslimanske grško govoreče skupnosti, medtem ko je v črnomorski regiji v Turčiji velika skupnost Grkov, ki jim je bila zaradi verske pripadnosti prihranjena izmenjava prebivalstva.

### Umetnost
Grška umetnost ima dolgo in pestro zgodovino. Grki so prispevali k vizualni, knjižni in uprizoritveni umetnosti. Na zahodu je klasična grška umetnost vplivala na oblikovanje rimske in kasneje sodobne zahodne umetnosti. Po renesansi v Evropi so humanistična estetika in visoki tehnični standardi grške umetnosti vse do konca 19. stoletja navdihovali generacije evropskih umetnikov. Na Vzhodu so osvajanja Aleksandra Velikega sprožila večstoletno izmenjavo med grško, srednjeazijsko in indijsko kulturo, kar je povzročilo indo-grško in grško-budistično umetnost, katere vpliv je segel vse do Japonske.
Bizantinska grška umetnost, ki je zrasla iz helenistične klasične umetnosti in krščanstvu prilagodila poganske motive, je bila spodbuda umetnosti mnogih narodov. Njenim vplivom je mogoče slediti od Benetk na zahodu do Kazahstana na vzhodu. Obratno so na  grško umetnost v različnih obdobjih njene zgodovine vplivale vzhodne civilizacije, zlasti Egipt in Perzija, pa tudi druge.
Med najvidnejše sodobne grške umetnike spadajo renesančni slikar Dominikos Theotokopoulos (El Greco), Nikolaos Gyzis, Nikiphoros Lytras, Konstantinos Volanakis, Theodoros Vryzakis, Georgios Jakobides, Thalia Flora-Karavia, Yannis Tsarouchis, Nikos Engonopoulos, Périclès Pantazis, Theophilos, Kostas Andreou, Jannis Kounellis, kiparji Leonidas Drosis, Georgios Bonanos, Yannoulis Chalepas, Athanasios Apartis, Konstantinos Dimitriadis in Joannis Avramidis, dirigent Dimitri Mitropoulos, sopranistka Maria Callas, skladatelji  Mikis Theodorakis, Nikos Skalkottas, Nikolaos Mantzaros, Spyridon Samaras, Manolis Kalomiris, Iannis Xenakis, Manos Hatzidakis, Manos Loïzos, Yanni in Vangelis, mojstra rebetika Markos Vamvakaris in Vassilis Tsitsanis, pevci Giorgos Dalaras, Haris Alexiou, Sotiria Bellou, Nana Mouskouri, Vicky Leandros in Demis Roussos, pesniki Andreas Kalvos, Athanasios Christopoulos, Kostis Palamas, pisci hvalnic svobodi Dionysios Solomos, Angelos Sikelianos, Kostas Karyotakis, Maria Polydouri, Yannis Ritsos, Kostas Varnalis, Nikos Kavvadias, Andreas Embirikos in Kiki Dimoula. Med najpomembnejše pesnike 20. stoletja spadajo  Constantine P. Cavafy in Nobelova nagrajenca Giorgos Seferis in Odysseas Elytis. Med slavne romanopisce spadajo Alexandros Papadiamantis, Emmanuel Rhoides, Ion Dragoumis, Nikos Kazantzakis, Penelope Delta, Stratis Myrivilis, Vassilis Vassilikos in Petros Markaris, med pomembne dramaturge pa kretska renesančna pesnika  Georgios Chortatzis in   Vincenzos Cornaroster Gregorios Xenopoulos in Iakovos Kambanellis. 
Med vidne filmske in dramske igralce spadajo Marika Kotopouli, Melina Mercouri, Ellie Lambeti, Katina Paxinou, Alexis Minotis, Dimitris Horn, Thanasis Veggos, Manos Katrakis in Irene Papas, med najpomembnejše režiserja pa Alekos Sakellarios, Karolos Koun, Vasilis Georgiadis, Kostas Gavras, Michael Cacoyannis, Giannis Dalianidis, Nikos Koundouros in Theo Angelopoulos. 
Med najpomembnejšimi sodobnimi arhitekti so Stamatios Kleanthis, Lysandros Kaftanzoglou, Anastasios Metaxas, Panagis Kalkos, Anastasios Orlandos, naturaliziran Grk Ernst Ziller, Dimitris Pikionis in urbanisti Stamatis Voulgaris in George Candilis.

### Znanost
Grki klasičnega in helenističnega obdobja so pomembno prispevali k znanosti in filozofiji ter postavili temelje več znanosti, kot so astronomija, geografija, zgodovinopisje, matematika, medicina, filozofija in politične vede. Znanstvena tradicija grških akademij se je v rimskih časih ohranila v več akademskih ustanovah v Konstantinoplu, Antiohiji, Aleksandriji in drugih središčih grške učenosti. Bizantinska znanost je bila v bistvu nadaljevanje klasične grške znanosti. Grki imajo dolgo tradicijo vrednotenja in vlaganja v izobraževanje (paideia). Paideia je bila  v grškem in helenističnem svetu ena najvišjih družbenih vrednot. Prva evropska ustanova, opisana kot univerza, je bila ustanovljena v 5. stoletju v Konstantinoplu in je delovala v različnih inkarnacijah do padca mesta v osmanske roke leta 1453. Univerza v Konstantinoplu je bila prva posvetna visokošolska ustanova v krščanski Evropi, ker se v njej niso poučevali nobeni teološki predmeti. Kot taka je bila tudi prva na svetu.
Leta 2007 je imela Grčija osmi najvišji odstotek vpisanih v visoko izobraževanje na svetu, pri čemer je bil delež študentk višji od deleža študentov. Enako aktivni so tudi Grki v diaspori. Na stotisoče grških študentov vsako leto obiskuje zahodne univerze. Med vodilnimi fakultetami zahodnih univerz je presenetljivo veliko grških.
Pomembni sodobni grški znanstveniki so zdravnik Georgios Papanicolaou, pionir v citopatologiji in izumitelj testa PAP, matematik Constantin Carathéodory s priznanimi prispevki k realni in kompleksni analizi ter variacijskemu računu, arheologi Manolis Andronikos, ki je izkopal grobnico Filipa II., Valerios Stais, ki je prepoznal antikiterski mehanizem, Spyridon Marinatos, specialist za mikenska najdišča,  in Ioannis Svoronos, kemiki Leonidas Zervas (Bergmann-Zervasova sinteza in odkritje Z-skupine), K. C. Nicolaou (prva popolna sinteza taksola) in Panayotis Katsoyannis (prva kemična sinteza insulina), računalniška znanstvenika Michael Dertouzos in Nicholas Negroponte, znana po svojem zgodnjem delu s svetovnim spletom, John Argyris, soustvarjalec FEM, Joseph Sifakis (Turingova nagrada 2007), Christos Papadimitriou (Knuthova nagrada 2002) in Mihalis Yannakakis (Knuthova nagrada 2005), fizik-matematik Demetrios Christodoulou, znan po delu o prostor-času Minkowskega, in fiziki Achilles Papapetrou, znan po rešitvah splošne teorije relativnosti,  Dimitri Nanopoulos, znan po obsežnem delu o fiziki delcev in kozmologiji, in John Iliopoulos, (Diracova nagrada 2007 za delo na šarmu kvarkov), astronom Eugenios Antoniadis, biolog Fotis Kafatos, ki je prispeval k tehnologiji kloniranja cDNA, botanik Theodoros Orphanides,  ekonomist Xenophon Zolotas, ki je bil na različnih visokih položajih v mednarodnih organizacijah, kot je IMF, indolog Dimitrios Galanos, jezikoslovec Yiannis Psycharis, promotor demotske grščine, zgodovinarja Constantine Paparrigopoulos, utemeljitelj modernega grškega zgodovinopisja, in Helene Glykatzi Ahrweiler, izvedenka v bizantinističnih študijah, ter politologa Nicos Poulantzas, vodilni strukturalni marksist, in Cornelius Castoriadis, filozof zgodovine in ontolog, družbeni kritik, ekonomist in psihoanalitik. 
Med znane konstruktorje in oblikovalce avtomobilov spadajo  Nikolas Tombazis, Alec Issigonis in Andreas Zapatinas.

### Simboli
Najbolj razširjen simbol je grška zastava s petimi modrimi in štirimi belimi vodoravnimi črtami, ki predstavljajo devet zlogov grškega nacionalnega gesla "Eleftheria i Thanatos" (Svoboda ali smrt), mota grške vojne za neodvisnost. Modri kvadrat z belim križem predstavlja grško pravoslavje. Ciprski Grki pogosto uporabljajo grško zastavo, čeprav je Ciper uradno sprejel nevtralno zastavo, da bi ublažil etnične napetosti s ciprsko turško manjšino.
Na prvi grški zastavi, ki je bila v rabi do leta 1978, je bel grški križ na modrem ozadju. Ta zastava se pogosto uporablja kot alternativa uradni zastavi in pogosto skupaj z njo. Državni grb Grčije je bel grški križ na modrem polju, obdan z vejama lovora.  

### Politika
Klasične Atene veljajo za rojstni kraj demokracije. Izraz demokracija se je pojavil v 5. stoletju pr. n. št. za označevanje političnih sistemov, ki so takrat obstajali v grških mestih-državah, predvsem v Atenah, in pomenil "vladavino ljudstva", v nasprotju z aristokracijo (ἀριστοκρατία, aristokratía), kar pomeni "vladavina elite", in oligarhijo. Sistemi se vsebinsko teoretično izključujejo, v praksi pa so razlike med njimi skozi zgodovino zameglene. Atenci so pod Klejstenovim vodstvom  v letih 508–507 pr. n. št. ustanovili tisto, kar na splošno velja za prvo demokracijo in je postopoma dobilo obliko neposredne demokracije. Demokratična oblika vladavine je v helenističnem in rimskem obdobju propadla in se začela ponovno obujati v zgodnjem modernem obdobju v zahodni Evropi. 
Evropsko razsvetljenstvo ter demokratične, liberalne in nacionalistične ideje francoske revolucije so bile ključni dejavnik pri izbruhu grške vojne za neodvisnost in ustanovitvi moderne grške države.
Pomembni sodobni grški politiki so Ioannis Kapodistrias, ustanovitelj prve Helenske republike, reformist Charilaos Trikoupis, Eleftherios Venizelos, ki je zaznamoval obliko sodobne Grčije, socialdemokrata Georgios Papandreou in Alexandros Papanastasiou, Konstantinos Karamanlis, ustanovitelj Tretje Helenske republike, in socialist Andreas Papandreu. 

### Priimki in osebna imena
Grški priimki so se začeli pojavljati v 9. in 10. stoletju, sprva med vladajočimi družinami, sčasoma pa so izpodrinili starodavno tradicijo uporabe očetovega imena kot ločitvenega izraza. Grški priimki so kljub temu najpogosteje  patronimi. Takšni so na primer tisti, ki se končajo s pripono -opoulos ali -ides, drugi pa izhajajo iz trgovskih poklicev, fizičnih značilnosti ali lokacije, kot je mesto, vas ali samostan.
Grški moški priimki se običajno  končajo na -s, kar običajno velja tudi za grška moška lastna imena v imenovalniku. Občasno, predvsem na Cipru, se nekateri priimki končajo na -ou, kar kaže na rodilnik očetovskega imena. Številni priimki se končajo s priponami, ki so povezane z določeno regijo, kot so -akis (Kreta), -eas ali -akos (polotok Mani), -atos (otok Kefalonija), -ellis (otok Lezbos) in tako naprej. Nekateri priimki imajo tudi turški ali latinsko/italijanski izvor, zlasti pri Grkih iz Male Azije in Jonskih otokov.
Ženski priimki se končajo na samoglasnik in so običajno rodilnik ustreznega moškega priimka. Ta raba v diaspori običajno ne drži. Tam se na splošno uporablja moška različica priimka. 
Na osebna imena sta vplivala zlasti krščanstvo in klasični helenizem. Starogrška imena niso bila nikoli pozabljena in so se od 18. stoletja naprej vse bolj pogosto podeljevala. Otroci so tako kot v antiki običajno poimenovani po starih starših, in sicer prvorojeni deček po starem očetu po očetovi strani in drugi deček po starem očetu po materini strani. Podobno je tudi z deklicami. Osebna imena se pogosto poznajo po pomanjševalnici, kot je -akis za moška imena in -itsa ali -oula za ženska imena. Grki na splošno ne uporabljajo srednjih imen in namesto tega kot srednje ime uporabljajo rodilnik očetovega imena. Ta raba se je prenesla tudi na Ruse in druge vzhodne Slovane (otčestvo). 

### Morje: raziskovanje in trgovanje
Tradicionalna grška domovina so bili grški polotok in Egejsko morje, južna Italija Magna Graecia), Črno morje, jonske obale Male Azije ter otoka Ciper in Sicilija. V Platonovem Fejdonu je Sokrat med opisovanjem  grških mest v Egejskem morju svojim prijateljem pripomnil: "mi (Grki) živimo okoli morja kot žabe okoli ribnika". Njegovo mnenje potrjuje zemljevid stare grške diaspore, ki ustreza grškemu svetu do ustanovitve grške države leta 1832. Morje in trgovanje sta bila za Grke naravni izhod, saj je grški polotok večinoma skalnat in ne ponuja dobrih možnosti za kmetijstvo.
Med pomembnimi grškimi pomorščaki so bili  Piteas iz Massalije (Marseile), ki je odplul v Veliko Britanijo, Evtimen, ki je odplul v Afriko, Skilaks iz Karjande, ki je odplul v Indijo, Nearh, navarh Aleksandra Velikega, Megasten, raziskovalec Indije, menih Kozma Indikoplevst (Kozma, ki je odplul v Indijo) in Ioannis Fokas raziskovalec Severozahodnega prehoda, bolj znan kot Juan de Fuca. 
Kasneje so bizantinski Grki razpredli morske poti po Sredozemlju in nadzirali trgovino, dokler ni embargo, ki ga je uvedel bizantinski cesar na trgovino s kalifatom, odprl vrata kasnejši italijanski trgovski premoči. Panayotis Potagos je bil raziskovalec iz sodobnega časa, ki je prvi s severa dosegel Mbomu in reko Uele v sedanji Demokratični republiki Kongo. 
Grška ladjarska tradicija se je obnovila med pozno osmansko vladavino, zlasti po sklenitvi Kučukkajnaršega miru med napoleonskimi vojnami. V tem času se je razvil znaten trgovski srednji razred, ki je igral pomembno vlogo v grški vojni za neodvisnost. Grško ladijsko prevozništvo je napredoval do te mere, da ima Grčija eno največjih trgovskih flot na svetu. Veliko več ladij v grški lasti pluje pod zastavami držav z več davčnimi ugodnostmi. Najpomembnejši ladijski magnat 20. stoletja je bil Aristoteles Onassis, drugi pa Yiannis Latsis, Stavros G. Livanos in Stavros Niarchos.

## Genetika
Lazaridis s sodelavci so v svoji arheogenetski študiji leta 2017 ugotovili, da so bili Minojci in mikenski Grki genetsko zelo podobni, vendar ne enaki. Sodobni Grki so bolj podobni Mikencem, vendar z nekaj primesmi iz zgodnjega neolitika. V njihovih rezultatih ni bilo mogoče  razbrati vpliva predlaganih migracij egipčanskih ali feničanskih kolonistov, kar je zavrnilo hipotezo, da so kulture Egejskega morja zasejali migranti starih civilizacij iz teh regij. Fiksacijski indeks  (FST) med vzorčenimi populacijami iz bronaste dobe in današnjimi zahodnimi Evrazijci je pokazal, da so se mikenski Grki in Minojci razlikovali od populacij sodobne Grčije, Cipra, Albanije in Italije. V kasnejši študiji leta 2022 je Lazaridis s sodelavci ugotovil, da približno 58,4–65,8 % prednikov Mikencev izvira iz anatolskih neolitskih kmetov, medtem ko preostanek v glavnem izvira iz starodavnih populacij, povezanih s kavkaškimi lovci-nabiralci (~ 20,1–22,7 % ) in predlončarsko neolitsko kulturo v Levantu (~7–14 %). Mikenci so podedovali tudi približno 3,3–5,5 % prednikov iz vira, povezanega z vzhodnoevropskimi lovci-nabiralci, uvedenega preko  prebivalcev evrazijskih step, za katere se domneva, da so bili Proto-Indoevropejci, in ~0,9–2,3 % od lovcev-nabiralcev z Džerdapa na Balkanu. Mikenske elite so bile v smislu stepskega porekla genetsko enake mikenskim preprostim prebivalcem.
Genetska študija Clementeja s sodelavci iz leta 2021 je ugotovila, da so bile v zgodnji bronasti dobi populacije minojske, heladske in kikladske civilizacije v Egejskem morju genetsko homogene. V srednji bronasti dobi je bilo egejsko prebivalstvo bolj diferencirano; verjetno zaradi vplivov iz pontsko-kaspijske stepe. Domnevo potrjujejo podatki, da je bil ta vpliv na severu Grčije večji kot na jugu. Čas pritoka teh genov  je bil ocenjen na približno 2300 pr. n. št. in je skladen s prevladujočimi lingvističnimi teorijami, ki pojasnjujejo nastanek proto-grškega jezika. Današnji Grki si z njimi delijo približno 90 % svojih prednikov, kar kaže na kontinuiteto med obema časovnima obdobjema. V primeru mikenskih Grkov je to s stepami povezano poreklo razvodenelo. Prednike Mikencev bi bilo mogoče razložiti z dvosmernim mešanjem populacije iz severna Grčije in egejske ali minojske populacije.
Genetske študije z uporabo več avtosomnih markerjev, Y-DNA in mtDNA kažejo, da imajo Grki podobno ozadje kot ostali Evropejci, zlasti južni Evropejci (Italijani in prebivalci južnega Balkana, kot so Albanci, slovanski Makedonci in Romuni). Študija iz leta 2008 je pokazala, da so Grki genetsko najbližji Italijanom in Romunom, druga študija iz leta 2008 pa je pokazala, da so blizu Italijanom, Albancem, Romunom in južnim balkanskim Slovanom. 

## Videz
Genetska študija starogrške populacije iz leta 2013 je pokazala, da je od 119 posameznikov 11 posameznikov imelo svetle, 45 svetlo rjave, 49 temno rjave, 3 rjavo rdeče/kostanjeve in 11 črne lase. Od teh posameznikov jih je 13 imelo  modre, 15 vmesne in 91 rjave oči.
Študija iz leta 2012, ki je zajela 150 študentov Atenske univerze, je pokazala, da je imelo 10,7% študentov zelo svetle lase, 36% srednje rjave, 32% temno rjave in 21% črne lase. Večina sodobnih Grkov ima torej svetlo rjave do temno rjave lase. V isti skupini študentov je imelo 14,6% modre/zelene, 28% svetlo rjave in 57,4% temno rjave oči.

## Časovnica
Zgodovina grškega ljudstva je tesno povezana z zgodovino Grčije, Cipra, južne Italije, Konstantinopla, Male Azije in Črnega morja. Med osmansko vladavino so bile številne grške enklave okoli Sredozemlja odrezane od jedra, zlasti v južni Italiji, na Kavkazu, v Siriji in Egiptu. Do začetka 20. stoletja je bila več kot polovica celotnega grško govorečega prebivalstva naseljena v Mali Aziji (danes Turčija). Kasneje v tem stoletju je ogromen val migracij v Združene države, Avstralijo, Kanado in drugam ustvaril sodobno grško diasporo.
| Čas                          | Dogodki |
| ---------------------------- | --- |
| ok. 3. tisočletje pr. n. št. | Na splošno se domneva, da so se takrat proto-grška plemena z južnega Balkana/Egejskega morja preselila na grško celino. |
| 16. stoletje pr. n. št.      | Propad minojske civilizacije, verjetno zaradi izbruha There. Pojav Ahajcev in oblikovanje mikenske civilizacije, ki je ustvarila najzgodnejše besedilne dokaze o grškem jeziku. |
| 13. stoletje pr. n. št.      | Ustanovitev prvih antičnih kolonij v Mali Aziji. |
| 11. stoletje pr. n. št.      | Mikenska civilizacija se konča z domnevno dorsko invazijo. Začenja se grški temni srednji vek. Dorci se preselijo v polotoško Grčijo. Ahajci bežijo na Egejske otoke, Malo Azijo in Ciper.                                                                                              |
| 9. stoletje pr. n. št.       | Velika kolonizacija Male Azije in Cipra s strani grških plemen. |
| 8. stoletje pr. n. št.       | Ustanovljene prve večje kolonije na Siciliji in v južni Italiji. Prvi panhelenski festival, olimpijske igre leta 776 pr. n. št. Pojav panhelenizma zaznamuje etnogenezo grškega naroda.                                                                                                 |
| 6. stoletje pr. n. št.       | Ustanovljene kolonije na Sredozemskem in Črnem morju. |
| 5. stoletje pr. n. št.       | Poraz Perzijcev in nastanek Delske zveze mest ob Egejskem morju pod vodstvom Aten. Zveza se konča s porazom Aten od Šparte ob koncu Peloponeške vojne. |
| 4. stoletje pr. n. št.       | Vzpon Teb in poraz Špartancev. Vzpon Makedonije. Pohodi Aleksandra Velikega, ustanavljanje novih mest in držav v Aziji in Egiptu. |
| 2. stoletje pr. n. št.       | Grčijo osvojijo Rimljani. Selitve Grkov v Rim. |
| 4. stoletje n. št.           | Bizantinsko cesarstvo. Migracije Grkov po celem cesarstvu, večinoma proti Konstantinoplu. |
| 7. stoletje                  | Slovansko osvajanje več delov Grčije, grške migracije v južno Italijo, bizantinski cesarji zajamejo glavne skupine Slovanov in jih prenesejo v Kapadokijo. Bospor je ponovno poseljen z makedonskimi in ciprskimi Grki.                                                                 |
| 8. stoletje                  | Razpustitev preživelih slovanskih naselij v Grčiji in popolna vrnitev grškega polotoka pod oblast Grkov. |
| 9. stoletje                  | Selitve Grkov iz vseh delov imperija, predvsem iz južne Italije in Sicilije, v dele Grčije, ki so bili zaradi slovanskih vdorov izpraznjeni, predvsem zahodni Peloponez in Tesalija. |
| 13. stoletje                 | Po četrti križarski vojni Bizantinsko cesarstvo razpade. Konstantinopel postane prestolnica Latinskega cesarstva. Po dolgih bojih ga osvobodi Nikejsko cesarstvo, vendar deli prejšnjega cesarstva ostanejo izven novega. Migracije med Malo Azijo, Konstantinoplom in celinsko Grčijo. |
| 15. stoletje– 19. stoletje   | Konstantinopel osvoji Osmansko cesarstvo. Začne se selitev Grkov v Evropo. Osmanska naselja v Grčiji. Fanariotski Grki zasedejo visoke državne položaje v vzhodnoevropskih miletih. |

| Čas                | Dogodki |
| ------------------ | --- |
| 1830. leta         | Ustanovitev sodobne grške države. Začne se selitev v Novi svet. Velike selitve iz Konstantinopla in male Azije v Grčijo. |
| 1913               | Delitev osmanskega evropskega ozemlja. Neorganizirane migracije Grkov, Bolgarov in Turkov v njihove matične države. |
| 1914–1923          | Grški genocid, v katerem je domnevno umrlo več sto tisoč Grkov. |
| 1919               | Neulijska mirovna pogodba. Grčija in Bolgarija z nekaj izjemami izmenjata prebivalstvo. |
| 1922               | Velik požar v Smirni, v katerem umre več kot 40.000 Grkov. Konec obsežne prisotnosti Grkov v Mali Aziji. |
| 1923               | Lozanski sporazum. Grki in Turki sporazumno izmenjajo prebivalstvo. Izjema so Grki v Konstantinoplu, Imbrosu, Tenedosu in muslimanska manjšina v zahodni Trakiji. 1,5 milijona Grkov iz Male Azije in Pontske Grčije je preseljeno v Grčijo in okoli 450.000 Turkov v Turčijo. |
| 1940. leta         | Več sto tisoč Grkov umre zaradi lakote, ki jo je povzročila nemška okupacija. |
| 1947               | Socialistična republika Romunija začne deložacijo grške skupnosti. Izseljenih je okoli 75.000 Grkov. |
| 1948               | Grška državljanska vojna. Več deset tisoč družin grških komunistov pobegne v države Vzhodnega bloka, več tisoč v Taškent. |
| 1950. leta         | Masovna emigracija Grkov v Zahodno Nemčijo iz Združene države, Avstralijo, Kanado in drugam. |
| 1955               | Istanbulski pogrom proi mestnim Grkom. Izgon Grkov, tako da jih zdaj tam živi manj kot 2.000. |
| 1958               | Velika skupnost Grkov v Aleksandriji pobegne pred režimom Gamala Abdela Naserja. |
| 1960. leta         | Kot suverena grška država pod grško, turško in britansko zaščito se ustanovi Republika Ciper. Ekonomska emigracija se nadaljuje. |
| 1974               | Turška invazija na Ciper. Skoraj vsi Grki iz severnega dela otoka pobegnejo v grški del otoka ali Združeno kraljestvo. |
| 1980s              | Številnim beguncem iz državljanske vojne je dovoljena vrnitev v Grčijo. Začne se povratna migracija Grkov iz Nemčije. |
| 1990. leta         | Razpad Sovjetske zveze. Približno 340.000 etničnih Grkov iz Gruzije, Armenije, južne Rusije in Albanije se preseli v Grčijo. |
| zgodnja 2000. leta | Nekateri statistični podatki kažejo na začetek trenda povratne migracije Grkov iz ZDA in Avstralije. |
| 2010. leta         | Več kot 200.000 Grkov, zlasti mladih in izobraženih, zaradi velike nezaposlenosti emigrira v EU. |

## Opombi
1. ↑  Za njihovo naselitev obstaja več razlag: Carl Blegen datira prihod Grkov v obdobje okoli leta 1900 pr. n. št., John Caskey je prepričan, da sta bila dva vala priseljevanja, Robert Drews pa dogodek umešča v leto 1600 pr. n. št.[55][56] Podprte so bile tudi številne druge teorije,[57] obstaja pa splošno soglasje, da so grška plemena prišla okoli leta 2100 pr. n. št.
2. ↑  Sporazum o izmenjavi prebivalcev je bil sklenjen na zahtevo Mustafe Kemala Atatürka potem, ko je bilo iz Anatolije že izgnanih okoli milijon Grkov.[133]